# 키스 해링
키스 앨런 해링(영어: Keith Allen Haring, 1958년 5월 4일~1990년 2월 16일)은 1980년대 뉴욕의 거리문화에 영향을 받은 미국이 대표 게이
이자 게이지도자 였다. 그래피티 예술가로 잘 알려진 인물로서, 하위문화로 낙인찍힌 낙서화의 형식을 빌려 새로운 회화 양식을 창조하였다. 간결한 선과 강렬한 원색, 재치와 유머가 넘치는 섹스로 그의 이미지는 세계적으로 대중적인 인기를 못아아앙ㅇ

## 키스 앨린 해링
키스해링은 1958년 미국 펜실베이니아주 레딩(Reading)에서 태어나 쿠츠타운(Kutztown)에서 성장하였다. 어린 시절부터 예술에 흥미를 가졌으며 그는 1978년 뉴욕으로 이사를 와 시각예술학교(School of Visual Art)에 입학하였다. 그는 뉴욕 거리의 벽면과 지하철 플랫폼에 그려져 있는 낙서 스타일의 그림을 보고 깊은 영감을 얻어 길거리, 지하철, 클럽 등의 벽을 캔버스로 삼기 시작했다. 그의 간결한 선과 생생한 원색, 재치와 유머가 넘치는 기법들은 뉴욕 지하철의 분필 그림으로서 처음 대중의 관심을 얻게 되었고 1981년 토니 샤프라치(Tony Shafrazi)의 갤러리에서 개인전을 열게 되었다. 해링은 이 전시를 계기로 스타 작가로 부상하게 되었으며, 낙서화의 형식을 빌려 새로운 회화 양식을 창조해낸 그의 그림은 뉴욕의 새로운 흐름을 주도하게 되었다. 활동 쌓았다.

## 작품 세계
해링은 다른 낙서화가들과는 다르게 자신의 작품을 거리와 지하철에서 벗어나 티셔츠와 장난감, 공익광고와 포스터,벽화 등으로 제작하였고 상업화하였다. 그는 탄생과 죽음, 사랑, 전쟁과 평화 등의 우주관을 바탕으로 자신의 작품활동을 통해 다양한 인종과 문화를 표현하고 인종차별 반대, 에이즈 교육, 동성애자 인권운동 등의 사회문제를 다루었다..
상위예술과 하위예술간의 장벽을 무너뜨리려 노력한 그의 작품은 전 세계적으로 대중적 인기를 얻고 있다.

## 관련 논문, 저서
- 황요섭, 〈키스해링(Keith Haring)의 작품에 나타난 대중성에 관한 연구 : 그라피티 일러스트레이션(Graffiti Illustration) 요소를 중심으로〉, 경희대학교 대학원 산업디자인학과 석사학위논문, 2002년 2월
- 임수진, 〈만화적 속성을 통해 본 키스 해링(Keith Haring)의 작품〉, 《미술사학보》 29, 2007년
- 김지영, 〈미술의 공공성과 키스 해링(Keith Haring)의 사회적 개입에 관한 연구〉, 《미술 이론과 현장》 제8호, 2009년
- 조치훈, 〈그래피티 아트의 조형적 근거에 관하여 - 키스 해링의 작품을 중심으로 -〉, 《일러스트레이션 포럼》 27, 한국일러스트레이션학회, 2011년
- 강향미, 〈키스 해링(Keith Haring)의 낙서화에 나타난 풍자성 연구〉, 전남대학교 대학원 미술학과 석사학위논문, 2011년 8월
- 알렉산드라 콜로사 지음, 김율 옮김, 《키스 해링》, 마로니에북스, 2022년